# Cá sắt may mắn

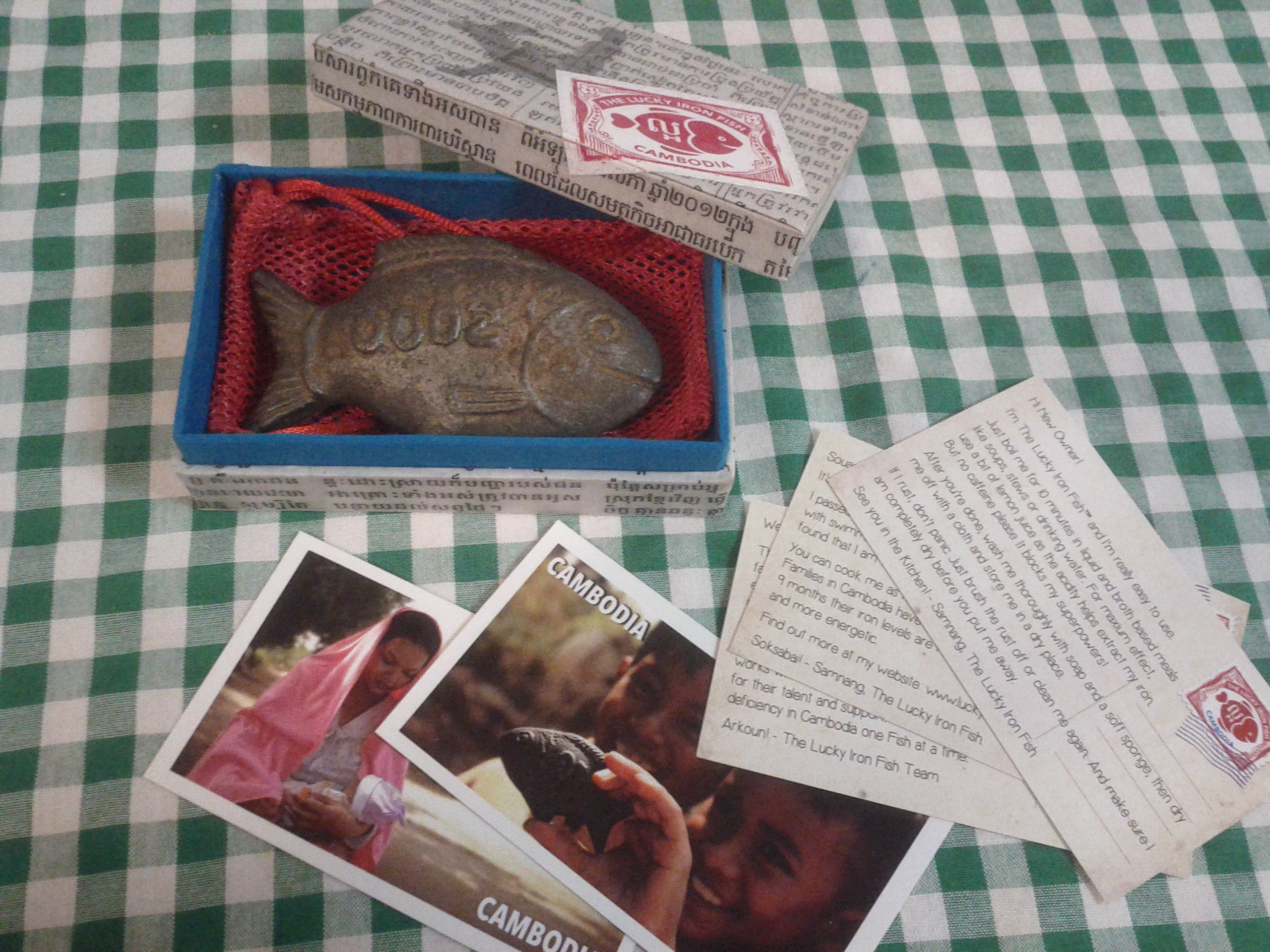
Một chú cá sắt may mắn trong một hộp quà

Chú cá sắt may mắn (tiếng Anh: Lucky iron fish) hay còn gọi là chú cá thần kỳ là một hình nhân tạo hình con cá bằng sắt để giúp chữa Bệnh thiếu sắt ở người dân của Campuchia.

## Ý tưởng
Từ thực tế hơn 2 tỷ người trên thế giới mắc bệnh thiếu sắt và thiếu máu, trong đó gần 50% dân số người Campuchia bị ảnh hưởng bởi căn bệnh này. Để khắc phục tình trạng này, một nhà khoa học người Canada là Christopher Charles đã tìm ra một phương pháp hữu dụng giúp tăng lượng sắt trong cơ thể mọi người dân ở Campuchia. Bắt đầu từ nghiên cứu nấu ăn trong nồi gang sẽ làm tăng hàm lượng sắt trong thực phẩm, ông đã quyết định thả một miếng sắt vào nồi để nấu ăn. Kết quả là, hàm lượng sắt trong cơ thể những người được thử nghiệm ăn thực phẩm với sắt tăng lên đáng kể.

## Sáng chế
Christopher Charles đã sáng chế ra một chú cá sắt dài khoảng 7,6 cm, nặng 200gr. Chú cá này đã giúp giải tỏa nỗi lo thiếu sắt, cung cấp thêm dinh dưỡng cho phụ nữ và trẻ em Campuchia. Dần dần, chú cá trở thành biểu tượng may mắn của người dân nước này. Theo đó, chỉ sau 9 tháng sử dụng chú cá sắt may mắn (The Lucky Iron Fish) mỗi ngày, người dân Campuchia đã giảm 50% tỷ lệ thiếu máu, sắt lâm sàng. Có hơn 2.500 gia đình ở Campuchia sử dụng cá sắt như một nguyên liệu không thể thiếu trong bữa ăn hàng ngày. 

## Sử dụng
Việc sử dụng chú cá này vô cùng đơn giản, làm sạch chú cá, sau đó hãy thả chú cá sắt vào nồi nước đang nấu ăn hàng ngày trong 10 phút để tăng cường chất sắt. Sau đó, lấy chú cá ra, thêm vào một chút nước cốt chanh để quá trình hấp thụ sắt diễn ra được tốt hơn. Nếu sử dụng hàng ngày một cách chuẩn xác, cơ thể sẽ được cung cấp 75% lượng sắt cần thiết cho một người trưởng thành.
Cá này thân thiện với môi trường bởi chúng được người dân địa phương sử dụng vật liệu tái chế. Phần bao bì của chú cá được làm bằng tay từ lá cọ. Việc nấu chung cá sắt với món ăn không làm ảnh hưởng đến hương vị. Hơn nữa, một con cá sắt có thể sử dụng trong nhiều năm. Nếu dự án The Lucky Iron Fish (chú cá sắt may mắn) này sẽ được nhân rộng ở nhiều nước để giúp người dân trên thế giới không bị mắc chứng bệnh thiếu máu, thiếu sắt.